# Merlí (serie televisiva)
Merlí è una serie televisiva catalana prodotta da Nova Veranda e trasmessa dall'emittente catalana TV3 dal 14 settembre 2015 al 15 gennaio del 2018. La serie parla di un professore di filosofia che incoraggia i suoi studenti a pensare liberamente attraverso metodi poco ortodossi, che divideranno le opinioni della classe, degli insegnanti e delle famiglie. Ogni episodio include gli approcci di un grande pensatore o scuola, come i Peripatetici, Nietzsche o Schopenhauer, che collega i loro insegnamenti con eventi e personaggi immaginari.
Uno spin-off intitolato Merlí: Sapere Aude è stato presentato in anteprima su Movistar+ a dicembre 2019. La Rai ha prodotto una versione in italiano intitolata Un professore, la quale, tuttavia, si discosta ampiamente dall'opera di Lozano.

## Trama

### Stagione 1 (2015)
La serie ruota attorno a Merlí Bergeron, insegnante di filosofia disoccupato che, dopo essere stato sfrattato dal suo appartamento, è costretto a vivere con sua madre Carmina Calduch e che dovrà anche prendersi cura di suo figlio Bruno, cresciuto fino ad allora dalla sua ex moglie. In concomitanza con l'arrivo di Bruno, Merlí viene assunto all'Istituto "Àngel Guimerà". Lì, con i suoi metodi imprevedibili e non ortodossi, Merlí farà pensare ed esprimere le proprie opinioni ai suoi studenti e li aiuterà anche con i loro problemi, anche in modo censurabile. Non solo spiegherà Socrate, Schopenhauer, Hume o Nietzsche, ma applicherà anche le loro idee e insegnamenti per risolvere i problemi che incontra.
I suoi studenti, che definisce peripatetici, sono un gruppo molto diversificato che deve affrontare ogni tipo di situazione: Pol, un ripetente che presto andrà d'accordo con Merlí; Berta, una studentessa che inizialmente non supporterà Merlí; Marc, un ragazzo gentile e simpatico; Ivan, un ragazzo che soffre di agorafobia e non osa uscire di casa; Tània, una ragazza estroversa e la migliore amica di Bruno; Gerard, un ragazzo incline a innamorarsi e che chiederà consigli a Merlí; Joan, un ragazzo studioso e timido con una famiglia molto severa; Mònica, una studentessa nuova e molto matura; Oliver, un altro ragazzo nuovo; e infine Bruno, figlio di Merlí e il suo studente più difficile. Quest'ultimo avrà un segreto con il quale dovrà vivere per tutto il corso. Si prende gioco di alcuni per lo stesso motivo, ma in fondo sa di sbagliare.

### Stagione 2 (2016)
Inizia l’ultimo anno al liceo "Àngel Guimerà". Gli studenti accolgono con gioia Merlí mentre entra nella scuola pieno di energia. I "peripatetici" sono un po' maturati, ma in sostanza sono ancora gli stessi adolescenti felici e insicuri che abbiamo incontrato nella prima stagione. C'è anche una nuova studentessa, Oksana, che creerà nuove relazioni all'interno del gruppo.
Nella sala insegnanti, invece, Merlí non è accolto così calorosamente. Nonostante Eugeni lo stia aspettando e abbia voglia di litigare, entrambi trovano un'avversaria comune, Coralina, la nuova professoressa di storia e direttrice di studi. Questa professoressa sessantenne severa e disciplinata è determinata a imporre i suoi standard e si scontrerà con l'intero staff. Nel frattempo, Merlí insegna in modi ancora meno ortodossi rispetto alla prima stagione. Porta la classe anche fuori dalla scuola. Qualsiasi ambiente, anche il centro commerciale, può aiutarlo a spiegare i filosofi cinici, gli stoici, Descartes, Hobbes o i presocratici. Nuovi filosofi sono presenti in questa stagione, come Ipparchia.

### Stagione 3 (2017–2018)
Dopo le vacanze di Natale, gli studenti tornano a scuola. L’ultimo anno continua per Merlí e i "peripatetici". Tutti sono consapevoli che il liceo sta per terminare e l'università si sta avvicinando.
In classe, alcune delle trame della stagione precedente continuano: Pol e Tània dovranno definire la loro relazione, Joan e Gerard sono diventati amici intimi, Marc deve decidere se suo padre può tornare a casa e Óscar, il fratello maggiore di Pol, verrà coinvolto nella maternità di Oksana.
Nella sala insegnanti ci saranno alcuni cambiamenti. Eugeni è il nuovo direttore e arrivano alcuni nuovi docenti. Gabi è il nuovo insegnante di letteratura spagnola, ma Merlí è più interessato a Silvana, la nuova insegnante di storia, che è molto ben accolta dallo staff. Merlí è elettrizzato dall'arrivo della nuova insegnante, che è tanto creativa quanto lui, ma poco dopo vedrà gli studenti interessarsi molto a lei e diventerà geloso. Tuttavia, Merlí continuerà a insegnare filosofia con il suo stile peculiare, guadagnando la stima dei "peripatetici". I filosofi presenti in questa stagione includono Hannah Arendt, Søren Kierkegaard, Albert Camus e Karl Marx.

## Personaggi

### Insegnanti
- Francesc Orella è Merlí Bergeron Calduch. 55 anni, Merlí è un professore di filosofia con il suo insieme di etica e una vita sessuale promiscua. Dopo essere stato sfrattato dal suo appartamento e costretto a vivere con sua madre, trova lavoro come insegnante nell'Istituto Àngel Guimerà, dove studia suo figlio Bruno. Gli viene mostrato di avere un oscuro senso dell'umorismo e un gusto per l'ironia, che gli altri insegnanti tendono a trovare irritante, ma gli studenti lo adorano. Lo trovano originale, divertente e stimolante. Merlí ha un figlio, Bruno, che ha 16 anni. Quando la madre di Bruno va a vivere a Roma per perseguire la sua carriera e la sua vita sentimentale, lascia Bruno a vivere con suo padre, e i due si ritrovano a dover riconciliarsi nonostante le loro discussioni e differenze. La tendenza di Merlí a esprimere la propria opinione e a fare le cose a modo suo fa sì che molti intorno a lui, incluso suo figlio, siano a disagio.
- Pere Ponce è Eugeni Bosc. Eugeni è il professore di letteratura e lingua catalana ed è il capo degli studi. Ha circa l'età di Merlí e si considera un insegnante straordinario fino a quando Merlí arriva e lascia Eugeni nella sua ombra. Eugeni è l'antitesi di Merlí: è un insegnante tradizionale che fa il suo lavoro in modo convenzionale, l'esatto contrario di Merlí. Gli studenti di Eugeni non vanno d'accordo con lui, soprannominandolo "Hitler", a causa della sua natura rigida e della sua dura relazione con i suoi studenti. Eugeni non sopporta Merlí ed è geloso del suo carisma e popolarità, nonché della sua capacità di cavarsela con qualsiasi cosa. Nella seconda stagione, Eugeni viene sostituito da Coralina come capo degli studi, e la reciproca antipatia per lui e Merlí per lei porta a una sorta di alleanza tra i due ex nemici.
- Pau Durà è Toni. Toni è il direttore dell'Istituto "Àngel Guimerà". È vedovo, conciliante e responsabile e gli piace il suo lavoro. Toni mira all'Istituto a lavorare senza intoppi e ad avere il minor numero possibile di conflitti tra studenti, insegnanti e genitori. Le lamentele degli insegnanti su Merlí, i suoi metodi e la sua personalità rendono difficile a Toni mantenere la pace nell'istituto. Toni è anche un insegnante di matematica ed è generalmente apprezzato dagli studenti. Fa uno sforzo per apprezzare ogni insegnante e per rispettare le loro differenze.

### Studenti
- David Solans è Bruno Bergeron. Ha 16 anni ed è il figlio di Merlí. È difficile per lui avere suo padre come insegnante in classe davanti ai suoi amici. È un ragazzo estroverso, con un senso dell'ironia ereditato dal padre e dalla nonna. Ha anche imparato da suo padre a essere un hipster e a sapere come lamentarsi delle cose, quindi dimentica cosa sia la discrezione. Bruno inizia una nuova vita quando sua madre si trasferisce a Roma e lo lascia a vivere con suo padre, con il quale ha una relazione complicata. Bruno è gay ed è innamorato di Pol, un suo grande amico. Va d'accordo con la maggior parte degli studenti, in particolare Tània, la sua migliore amica. Sono inseparabili e si fidano l'uno dell'altra. Quando è con lei, Bruno ha la sensazione di poter essere veramente se stesso. Alla fine della prima stagione, dopo una conversazione con Oliver, inizia a vivere liberamente la sua omosessualità. Dopo aver incontrato a Roma durante l'estate un ragazzo di nome Nicola, decide di trasferirsi in Italia alla fine della seconda stagione, ma farà ritorno alla fine della terza stagione dopo essere rimasto deluso dalla vita in Italia e aver passato dei brutti momenti con Nicola.
- Carlos Cuevas è Pol Rubio. Pol ha 18 anni e ha ripetuto due corsi. È il ragazzo popolare a scuola e tutte le ragazze sembrano voler stare con lui. È anche un po' freddo e manipolatore, dicendo che non è mai stato innamorato e non intende farlo, ma usa le relazioni per il sesso, come nel caso di Berta Prats. Appartiene ad una famiglia della classe operaia. Vive a casa di sua nonna con suo padre e suo fratello. Suo padre è disoccupato e suo fratello lavora in un'officina automobilistica. I problemi economici della sua famiglia gravano su di lui, così come la morte di sua madre, che morì quando era piccolo. Dopo aver avuto più volte rapporti intimi con Bruno, il suo orientamento sessuale inizia ad essere messo in discussione. Nella seconda stagione, i problemi economici della sua famiglia continuano ad influenzarlo e comportano molti problemi di comunicazione con suo padre.

## Episodi
| Stagione         | Episodi | Prima TV Spagna | Prima TV Italia |
| ---------------- | ------- | --------------- | --------------- |
| Prima stagione   | 13      | 2015            | Inedita         |
| Seconda stagione | 13      | 2016            | Inedita         |
| Terza stagione   | 14      | 2017-2018       | Inedita         |

La serie tv continua con Merlì: Sapere Aude coi seguenti episodi:
| Stagione         | Episodi | Prima TV Spagna | Prima TV Italia |
| ---------------- | ------- | --------------- | --------------- |
| Prima stagione   | 8       | 2019            | 2022            |
| Seconda stagione | 8       | 2021            | 2022            |

## Produzione
La serie, creata e scritta da Hector Lozano e diretto da Eduard Cortés, ha debuttato il 14 settembre 2015 in prima serata e ha raggiunto una quota del 17,7% con 566 000 telespettatori. La seconda stagione della serie è stata presentata in anteprima su TV3 il 19 settembre 2016 e si è conclusa il 12 dicembre 2016, mentre la terza ed ultima stagione della serie è iniziata in onda il 18 settembre 2017 e si è conclusa il 15 gennaio 2018. La sigla del programma è una versione di Il volo del calabrone.
La prima stagione è stata doppiata in spagnolo dalla società Atresmedia e trasmessa sul canale televisivo La Sexta da aprile a giugno 2016. A novembre 2016, la società americana Netflix ha acquistato i diritti della serie. Le tre stagioni della serie sono disponibili su Netflix in Spagna, Stati Uniti e America Latina.
Fino al 31 dicembre 2024 intera serie è disponibile sul sito web della TV di stato spagnola, sia in lingua originale che doppiata in castigliano e con sottotitoli

## Spin-off
Uno spin-off intitolato Merlí: Sapere Aude, incentrato sul personaggio di Pol Rubio (Carlos Cuevas) che frequenta l'università, è stato presentato in anteprima su Movistar+ a dicembre 2019.